# Hypoeschrus clermonti
Hypoeschrus clermonti là một loài bọ cánh cứng trong họ Cerambycidae.